# Arquidiocese de Turim
A Arquidiocese de Turim (Archidiœcesis Taurinensis) é uma circunscrição eclesiástica da Igreja Católica na Itália, pertencente à Província Eclesiástica homónima, à Região Piemonte, e à Conferenza Episcopale Italiana.
Em 2004 contava 2.065.443 de batizados numa população de 2.143.843 de habitantes. É atualmente governada pelo arcebispo Roberto Repole.

## Território
A Sé està na cidade de Turim. O territorio tem àrea de 3.350 km2, tem 26 vicariados e è dividido em 359 paroquias.
Da Provincia fazem parte as Dioceses sufragàneas:
- Diocese de Acqui,
- Diocese de Alba,
- Diocese de Aosta, na Região Vale de Aosta
- Diocese de Asti,
- Diocese de Cuneo-Fossano,
- Diocese de Ivrea,
- Diocese de Mondovì,
- Diocese de Pinerolo,
- Diocese de Saluzzo,
- Diocese de Susa.

## História
Não temos muitas noticias sobre a origem da diocese. Provavelmente o primeiro bispo foi São Máximo, que faleceu entre 408 e 423.
Por toda a Idade Média foi sufragânea da Arquidiocese de Milão, quando, em 21 de maio 1515, Papa Leão X com a bula Cum illius elevou-a Arquidiocese, e com a outra bula Hodie ex certis lhe deu as sufragâneas Diocese de Mondovì e Diocese de Ivrea.
Em 1578 o Santo Sudário foi trazido de Chambéry para Turim.
Foi no século XIX que na Arquidiocese nasceram muitos santos: São João Bosco, fundador dos Salesianos; São José Cafasso, consolador dos enforcados; São José Cottolengo, fundador da Pequena Casa da Divina Providência; Santa Maria Mazzarello; São Leonardo de Muriáldo, fundador da Congregação de São José; São Domingos Sávio e o beato Francisco Faà di Bruno, fundador da Congregação das Freiras mínimas de Nossa Senhora do Sufrágio; Beato José Allamano, fundador dos Missionários e Missionárias da Consolata.

## Cronologia dos Arcebispos do século XX
| #                 | Nome                                            | Período    | Notas                             |
| Arcebispos        | Arcebispos                                      | Arcebispos | Arcebispos                        |
| ----------------- | ----------------------------------------------- | ---------- | --------------------------------- |
|                   | Roberto Cardeal Repole                          | 2022-      | Atual                             |
|                   | Cesare Nosiglia                                 | 2010-2022  | Arcebispo emérito                 |
|                   | Severino Cardeal Poletto                        | 1999-2010  |                                   |
|                   | Giovanni Cardeal Saldarini                      | 1989-1999  |                                   |
|                   | Anastasio Alberto Cardeal Ballestrero, O.C.D. † | 1977-1989  |                                   |
|                   | Michele Cardeal Pellegrino †                    | 1965-1977  |                                   |
|                   | Maurilio Cardeal Fossati, O.Ss.G.C.N. †         | 1930-1965  |                                   |
|                   | Giuseppe Cardeal Gamba †                        | 1923-1929  |                                   |
|                   | Agostino Cardeal Richelmy †                     | 1897-1923  |                                   |
| Bispo-coadjutor   |                                                 |            |                                   |
|                   | Felicissimo Stefano Tinivella, O.F.M. †         | 1961-1967  | Nomeado Arcebispo de Ancona-Osimo |
| Bispos auxiliares |                                                 |            |                                   |
|                   | Alessandro Giraudo                              | 2022-      | Atual                             |
|                   | Guido Fiandino                                  | 2002-2016  |                                   |
|                   | Giacomo Lanzetti                                | 2002-2006  | Nomeado Bispo de Alghero-Bosa     |
|                   | Pier Giorgio Micchiardi                         | 1990-2000  | Nomeado Bispo de Acqui            |
|                   | Livio Maritano                                  | 1968-1979  | Nomeado Bispo de Acqui            |
|                   | Francesco Sanmartino                            | 1966-1977  |                                   |
|                   | Francesco Bottino                               | 1947-1973  |                                   |
|                   | Giovanni Battista Pinardi                       | 1916-1962  |                                   |
|                   | Angelo Bartolomasi                              | 1910-1919  | Nomeado Bispo de Trieste          |
|                   | Costanzo Castrale                               | 1905-1936  |                                   |
|                   | Luigi Spandre                                   | 1899-1909  | Nomeado Bispo de Asti             |
|                   | Giovanni Battista Bertagna                      | 1884-1905  |                                   |